# Sant Sebastià de Breda
Sant Sebastià de Breda és una casa i antiga església gòtica de Breda (Selva) inclosa a l'Inventari del Patrimoni Arquitectònic de Catalunya.

## Descripció
Edifici entre mitgeres, situat al nucli urbà. De petites dimensions, només té una nau. Coberta en teula àrab a doble vessant.
De l'antiga capella es conserven la porta principal amb llinda de pedra i amb els vèrtexs arrodonits; sembla que antigament hi podia haver hagut alguna inscripció o gravat que el pas del temps ha fet desaparèixer. Al costat dret de la porta hi ha una petita finestra de forma quadrada i també llindada en pedra. Sembla que la part superior de l'edifici ha estat afegida posteriorment, això si, sense arribar a construir un nou pis.

## Història
Antiga capella dedicada a Sant Sebastià i actualment en desús. Les primeres notícies són de 1589 (quan la població va fer un vot per celebrar anualment el dia de Sant Roc per alliberar-se de la pesta). Se sap que entre finals del segle xviii i la ½ del segle xix s'hi reunia l'Ajuntament de Breda (cosa que no exclou que es mantingués el culte). (Es creu que durant aquesta època s'alçà la part superior de l'edifici.) Aquest espai religiós va perdre el seu ús original, i es va convertir durant dècades en una fusteria. Actualment l'edificació està abandonada.